# Jaroslav Koloděj
Jaroslav Koloděj (25. května 1939, České Meziříčí u Rychnova nad Kněžnou – 21. nebo 22. dubna 2008) byl český řezbář loutek a amatérský dramatik.

## Výstavy
Celý život zasvětil řezbě loutek. Vyvrcholením jeho tvorby bylo pozvání pořadatelů výstavy Tisíc let české kultury, která se konala v roce 1997 v USA v Severní Karolíně. V roce 2000 se jeho loutky zúčastnily Světové výstavy v Hannoveru. Své loutky vystavoval také v Bruselu a ve Varšavě. V České republice pak v Praze, Chrudimi, Poděbradech, Jihlavě, Třebíči, Kladně, Nové Pace, Zábřehu na Moravě, Žamberku, Rožďalovicích, Třinci, Lázních Bělohradě, Ostrově nad Ohří, Mariánských Lázních, Prostějově a Liberci.

## Divadlo
Svůj zájem o ochotnické divadlo, které bylo jeho druhým koníčkem, potvrdil autorstvím několika divadelních her. Jeho nejznámější komedie Dědeček, aneb musíme tam všichni se hrála již na více než dvaceti ochotnických scénách, jeho pohádku Jak čert vyletěl z kůže hrají na profesionální scéně Slováckého divadla v Uherském Hradišti. Poslední hra Postel pro anděla měla premiéru o Vánocích 26. prosince 2007 ve Slané u Semil v nastudování místních divadelníků.